# Saur 1
Saur 1 (prvotno Zimbru 2006) je rumunjski oklopni transporter kojeg je razvila tvrtka ROMARM 2006. godine.

## Razvoj
U drugoj polovici 2006. tvrtka ROMARM je dovršila prvi prototip novog višenamjenskog borbenog vozila zvanog Saur. Prije naziva Saur, vozilo je bilo označeno kao Zimbru 2006. Vozilo je projektirano kao privatni projekt tvrtke ROMARM koja ima veliko iskustvo u dizajniranju, razvoju i proizvodnji raznih vrsta kotačnih vozila za domaće i međunarodno tržište. Saur 1 je prvi puta prikazan javnosti 2007. godine. Razvijen je u skladu s potrebama Rumunjske vojske, ali do kraja 2007. godine zbog nezainteresiranosti Rumunjske vojske za domaće vozilo, serijska proizvodnja nije pokrenuta. Rumunjsko ministarstvo obrane je potpisalo ugovor sa švicarskom tvrtkom MOWAG za isporuku 31 Pirana III (8x8) oklopnih vozila koja su bila dostavljena tijekom 2007. i 2008. godine.

## Opis
Tijelo vozila Saur 1 napravljeno je od zavarenih čeličnih ploča koje pružaju zaštitu posade od rafala iz oružja manjeg kalibra i krhotina topničkih granata. Oklop je najdeblji na prednjoj strani vozila. Prema navodima tvrtke ROMARM, vozilo ima STANAG 4569 razinu 1 razinu protuminske i balističke zaštite (7.62 x 51 NATO-vi metci ispaljeni s udaljenosti od 30 m, ručne granate i laka protupješačka eksplozivna sredstva). Saur 1 može se opremiti i dodatnim oklopom koji povećava razinu zaštite na level 2 (metci kalibra 7,62 x 39 ispaljeni s udaljenosti od 30 m, do 6 kg TNT-a).
Raspored unutar novog Saura 1 je u skladu s 8x8 proizvodima ostalih država s vozačem naprijed na lijevoj strani, a motor se nalazi naprijed desno što omogućuje prilagodbu vozila za veliki spektar različitih misija. Dio za članove desanta se nalazi u stražnjem djelu vozila s otvorima na krovu kupole, ovisno o namijeni vozila. Saur 1 može prevesti do 9 članova desanta. Na desnoj strani nalaze se 4 puškarnice, a na lijevoj 3 puškarnice za članove desanta. U običnoj ulozi oklopnog transportnog vozila zapovjednik bi sjedio iza vozača i imao bi svoj otvor na krovu vozila. Oba, vozačev i zapovjednikov otvor otvaraju se prema unatrag i odmah ispred njih nalaze se tri periskopa za motrenje. Srednji periskop može se zamijeniti pasivnim periskopom za vožnju noću. Oružana stanica bi se trebala nalaziti na sredini krova s dva otvora na kraju odjeljka za članove desanta koja se otvaraju prema van i mogu se uglaviti da stoje u vodoravnom položaju. Članovi desanta sjede na pojedinačnim sjedalima, okrenuti jedni prema drugima. Saur 1 ima najveću brzinu veću od 100 km/h.
Saur 1 pokreće Cummins Euro 3 Dieselov motor snage 275 KS. Maksimalna brzina mu je 100 km/h, a maksimalna autonomija 700 km. Saur 1 ima i amfibijske sposobnosti, a u vodi ga pokreću dva propelera postavljena na kraj vozila. Maksimalna brzina plova iznosi 10 km/h.

## Inačice
Poboljšana inačica, Saur 2 je prvi puta prikazana na Black Sea Defence and Aerospace (BSDA 2008) izložbi održanoj u Bukureštu 2008. godine. Saur 2 ima izmijenjen izgled prednjeg dijela vozila i opremljen je s novim motorom i većim kotačima.

## Poveznice
- Saur 1 na Military-today.com  Arhivirana inačica izvorne stranice od 1. veljače 2010. (Wayback Machine)
- MoND ignores the new Romanian APC  Arhivirana inačica izvorne stranice od 3. lipnja 2008. (Wayback Machine)
- CPISC  Arhivirana inačica izvorne stranice od 17. studenoga 2007. (Wayback Machine)
- Cuget Liber archive 07.11.2006[neaktivna poveznica]